# Eli
Eli er et pige- og drengenavn, der stammer fra hebraisk og betyder "Gud". Navnet er en kortform af Elias. Varianter af navnet omfatter for drenge Elit og Elith. Omkring 700 danskere af hunkøn og 550 danskere af hankøn bærer et af disse navne ifølge Danmarks Statistik.

## Kendte personer med navnet

### Kvinder
Tekst mangler, hjælp os med at skrive teksten

### Mænd
- Eli, israelsk præst fra Bibelen.
- Eli Benneweis, dansk cirkusdirektør.
- Elith Foss, dansk skuespiller.
- Eli I. Lund, dansk digter og forlagsdirektør.
- Elith "Nulle" Nykjær, dansk musiker og manuskriptforfatter.
- Anker Eli Petersen, færøsk grafiker.
- Elith Pio, dansk skuespiller.
- Elith Reumert, dansk skuespiller.
- Eli Wallach, amerikask skuespiller.